# Sur (álbum de Revólver)
Sur es el quinto álbum de estudio del grupo español de rock Revólver, publicado por Warner Music en agosto de 2000. Supuso el primer trabajo de Carlos Goñi en tres años, tras un breve retiro al finalizar la promoción de su anterior álbum, Básico 2.

## Historia
Después de publicar Básico 2, Carlos Goñi se embarcó en la gira A solas, en la que interpretó temas en formato acústico con guitarra y armónica. Una vez finalizada la gira, decidió descansar un tiempo para, según sus propias palabras, «viajar y dar por finalizada una etapa de su vida». Además, aprovechó el espacio de tiempo para crear su propia discográfica -Nena Records-, y montar su propio estudio de grabación -Mojave Estudios-, en la localidad valenciana de La Eliana, a imagen y semejanza de los Groove Masters Studios de Santa Mónica, California en los que grabó Calle Mayor.
Goñi estrenó los estudios Mojave para grabar Sur, que comenzó a gestarse a lo largo de dos años, nuevamente con una temática crítica contra el racismo y la inmigración ilegal, que se refleja en el propio título del álbum. Según el músico: «Han sido dos años en los que he mirado hacia el sur y he podido comprobar, con vergüenza, cómo la gente abandona sus países buscando la tierra prometida y llegan a un sitio en donde no hay nada que ofrecerles. Pero eso no sólo ocurre en España, pasa lo mismo en el resto de Europa y en Estados Unidos». Composiciones como «Rodrigo y Teresa» reflejan la inmigración ilegal entre México y Estados Unidos, mientras que «Balas perdidas» incluye «una letra agria que refleja desastres de la humanidad, como el de Sarajevo: canciones de perdición, redención, búsqueda y olvido».
Además de los géneros musicales característicos en el trabajo de Revólver, Goñi incluyó en Sur un fado con el título de «Faro de Lisboa», según el propio músico, «una de las mejores canciones que he escrito nunca», y el soul con «Dime por qué». La grabación contó nuevamente con la producción musical de Mick Glossop, con quien Goñi trabajó anteriormente en los álbumes Básico y El Dorado entre 1993 y 1995, y con músicos como Paul Smith y George Hall, presentes en la grabación de Calle Mayor.

## Recepción
Tras su publicación, Sur obtuvo buenas críticas de la prensa musical nacional: Fernando Martín, de El País, escribió sobre el álbum: «Tras cuatro años de silencio discográfico, Carlos Goñi vuelve por donde solía con otro catálogo de estándares de impecable factura en clave de rock con sabor americano». En el plano comercial, «San Pedro», el primer sencillo promocional del álbum, le supuso a Goñi su primer número uno en la lista de 40 Principales en cinco años, tras el éxito de «No va más», y fue certificado como disco de platino al superar las 100 000 copias vendidas en España.
La recepción de Sur permitió a Goñi emprender una gira a nivel nacional y realizar por primera vez una visita a México un año después de su publicación. Warner Music aprovechó los conciertos de Revólver en México para publicar un recopilatorio en el país.
En 2002, Warner Music remasterizó y reeditó Sur junto al resto del catálogo musical del grupo con varios tres temas extra: sendas versiones en directo de «Pongamos que hablo de Madrid», una canción de Joaquín Sabina; «Quiero beber hasta perder el control», un tema del grupo Los Secretos; y un reprise de «El aire sabe a veneno» y «Guantanamera».

## Lista de canciones
Todas las canciones escritas y compuestas por Carlos Goñi excepto donde se anota. 
| N.º | Título                  | Duración |  |
| 1.  | «San Francisco»         | 5:42     |  |
| 2.  | «San Pedro»             | 5:20     |  |
| 3.  | «Balas perdidas»        | 6:58     |  |
| 4.  | «He de salir»           | 5:18     |  |
| 5.  | «Sara»                  | 5:46     |  |
| 6.  | «Rodrigo y Teresa»      | 5:24     |  |
| 7.  | «Dime por qué»          | 5:20     |  |
| 8.  | «Duro de llevar»        | 4:43     |  |
| 9.  | «Tierra baldía»         | 5:21     |  |
| 10. | «Faro de Lisboa»        | 6:05     |  |
| 11. | «Viaje a ninguna parte» | 5:05     |  |

| Bonus tracks (reedición de 2002) |                                                     |                                |          |  |
| N.º                              | Título                                              | Escritor(es)                   | Duración |  |
| 12.                              | «Pongamos que hablo de Madrid» (En directo)         | J. Sabina, A. Sánchez          |          |  |
| 13.                              | «Quiero beber hasta perder el control» (En directo) |                                |          |  |
| 14.                              | «El aire sabe a veneno»/«Guantanamera» (En directo) | Carlos Goñi, J. Fernández Díaz |          |  |

## Personal
- Carlos Goñi: guitarra, dobro y voz.
- Paul Smith: batería y percusión.
- Alfredo Paixao: bajo.
- George Hall: teclados.
- Pepe Canto: percusión.
- Gautama del Campo: saxofón.
- Huma: laúd y mandolina.
- Diego Galaz: violín.
- Cuco Pérez: acordeón.
- Pablo Salinas: teclados.